# Drassodes drydeni
Drassodes drydeni är en spindelart som beskrevs av Alexander Petrunkevitch 1914. Drassodes drydeni ingår i släktet Drassodes och familjen plattbuksspindlar.
Artens utbredningsområde är Myanmar. Inga underarter finns listade i Catalogue of Life.